# Ecco the Dolphin-serien
Ecco the Dolphin-serien är en dator- och TV-spelsserie med spel tillverkade av Novotrade International och utgivna av Sega. Huvudfiguren är delfinen Ecco. Första spelet släpptes 1992.

## Spel

### Huvudserien
| Titel                                    | Släppår |
| ---------------------------------------- | ------- |
| Ecco the Dolphin                         | 1992    |
| Ecco: The Tides of Time                  | 1994    |
| Ecco Jr.                                 | 1995    |
| Ecco the Dolphin: Defender of the Future | 2000    |

### Fotnoter
1. ↑  ”Ecco the Dolphin series” (på engelska). Mobygames. http://www.mobygames.com/game-group/ecco-the-dolphin-series. Läst 22 april 2015.